# Harlem on the Prairie
Pour plus de détails, voir Fiche technique et Distribution.
Harlem on the Prairie est un film américain réalisé par Sam Newfield et sortie en 1937.
Le film, présenté comme étant le premier film musical « tout-Noir », est du genre race film.
Le film rappelle au public qu'il y avait des cow-boys noirs et corrige une image hollywoodienne populaire d'un Far West entièrement blanc.
Le film, produit par Associated Features, a connu sa première au Paramount Theatre à Hollywood et est projeté pour la première fois à New York au Rialto Theatre de Broadway. La société avait des bureaux au 937 N. Sycamore Ave., Hollywood, en Californie, et les dirigeants de la société étaient Jed Buell (président), Bert Sternbach (vice-président) et Sabin W. Carr (secrétaire-trésorier).
Le film Harlem on the Prairie a été filmé au Murray's Dude Ranch (en), à Apple Valley, en Californie. Le ranch a été fondé par N. B. Murray, un homme d'affaires noir de Los Angeles. Le président et producteur en chef Jed Buell a dépensé moins de 50 000 $ pour ce film.

## Synopsis
Dans le Far West, un cow-boy apporte son aide une jeune femme pour retrouver de l’or perdu.

## Fiche technique
- Titre original : Harlem on the Prairie
- Réalisation : Sam Newfield
- Scénario : Fred Myton, F. E. Miller (en)
- Photographie : William Hyer
- Montage : Robert Jahns
- Musique : Lew Porter
- Pays de production : États-Unis
- Langue originale : anglais
- Format : noir et blanc
- Genre : Comédie musicale, race film
- Durée : 57 minutes
- Dates de sortie : 
  - États-Unis : 9 décembre 1937

## Distribution
- Herbert Jeffrey : Jeff Kincaid
- Spencer Williams : Doc Clayburn
- Connie Harris : Carolina, la fille de Doc
- Georges Randol : Shérif
- Maceo Bruce Sheffield : Wolf Caïn
- Mantan Moreland : Gui
- Flournoy E. Miller (en) : Crawfish (est crédité d'une partie de l'écriture)[5]
- Lucius Brooks : Musicien (comme The Four Tones)
- Leon Buck : Musicien (comme The Four Tones)
- Ira Hardin : Musicien (comme The Four Tones)
- Rudolph Hunter : Musicien (comme The Four Tones)

## Background
Le film réunit tous les éléments typiques d'un bon western à l'ancienne. Mélodrame, comédie, romance, action et suspense se mêlent alors que les personnages s'efforcent d'accomplir le dernier souhait du vieil homme et de rechercher l'or. Quelque part dans l'ensemble de l'équitation, tirant et combattant les méchants, Kincaid et son groupe de soutien au pistolet, The Four Tones, parviennent à chanter à la fois la chanson titre, Harlem on the Prairie, et le hit autrefois populaire Romance in the Rain. Le héros du film, Herbert Jeffrey, qui à l'époque était un chanteur populaire du Earl "Fatha" Hines Band, a initialement conçu de faire un film de cow-boy entièrement noirs. Il avait l'intention de distribuer le film aux centaines de cinémas du Sud qui s'adressaient exclusivement à un public noir, car la ségrégation raciale stricte en vigueur dans le Sud à l'époque interdisait aux Noirs et aux Blancs d'être dans le même théâtre en même temps. Cependant, avec l'aide de Gene Autry, un autre cow-boy de l'écran bien connu, Jeffrey a conclu un accord avec Sack Amusements, basé à Dallas, pour une distribution nationale.
Le film a connu un tel succès que le directeur de Sack Amusements, Richard C. Kahn, a approché Jeffrey pour poursuivre la saga du cow-boy noir. Étant donné que les droits sur le personnage original de Jeff Kincaid étaient liés au producteur original, Jed Buell, Kahn et Jeffrey ont créé le personnage de Bob Blake et présenté son fidèle cheval Stardusk. Le premier film produit grâce à ce nouveau partenariat fut Two-Gun Man from Harlem (1938),.
Le journal The New York Age a crédité en 1940 le film de la détention des plus gros bénéfices au box-office de tous les films entièrement afro-américains.